# 新庄直矩
新庄 直矩（しんじょう なおのり）は、常陸麻生藩の第5代藩主。

## 生涯
第3代藩主・新庄直好の次男として生まれる。父・直好が62歳という高齢のときに誕生した男児のため、すでに直好は養子として新庄直時を迎えていた。寛文2年（1662年）に父が死去したときは3歳だったために家督は継ぐことができず、直時が第4代藩主となった。
延宝2年（1674年）8月9日、直時が江戸幕府に嘆願して隠居し、家督を直矩に譲った。このとき、藩領3万石のうち7000石を直時に分与して後見人とし、直矩は2万3000石の大名となった。しかし延宝4年（1676年）4月30日に急死する。享年17。
直矩には継嗣が無く、直矩の叔父・直之や直治らは、直之の4男・直舊を末期養子にすることを幕府に申し出たが、この要望は一族の衆議を経ていないとして許可されず、改易された。しかし、直矩没後から2ヵ月後の6月21日、隠居していた直時に3000石が与えられ、分与されていた7000石と併せた1万石の藩主として復帰することとなる。

## 系譜
父母
- 新庄直好（実父）
- 新庄直時（養父）

養子
- 新庄直時 ー 新庄直房の次男